# توماس رونو
توماس رونو (بالفرنسية: Thomas Renault)‏ (5 مارس 1984 بأورليان في فرنسا - ) هو لاعب كرة قدم فرنسي في مركز حراسة المرمى. لعب مع نادي أورليانز.

## وصلات خارجية
- توماس رونو على موقع قاعدة بيانات كرة القدم.إي يو (الإنجليزية)
- توماس رونو على موقع Soccerway.com (الإنجليزية)